# Charlottenstraße (Heilbronn)
Die Charlottenstraße ist eine Hauptverkehrsstraße in Heilbronn, die teils innerorts, teils außerhalb des bebauten Gebietes verläuft und in südlicher Richtung aus Heilbronn hinausführt.

## Lage und Verkehr
Die Charlottenstraße bildet ab dem Rathenauplatz die südliche Fortsetzung der Wilhelmstraße und führt als L1100 in Richtung Flein. An ihrem südlichen Ende geht sie in die Heilbronner Straße über. Sie trägt ihren Namen mit einigen Unterbrechungen seit 1905.

## Name
Die Charlottenstraße wurde 1905 nach Charlotte Auguste von Bayern, der ersten Ehefrau Wilhelms I., benannt. Nach ihrem Ehegatten sind die Wilhelmstraße und der Wilhelmskanal in Heilbronn benannt. 1938 wurde die Charlottenstraße in Tiroler Straße umbenannt. 1945 erhielt sie ihren alten Namen zurück, ehe sie 1947/48 den Namen Marbacher Straße erhielt. Seit 1948 trägt sie wieder den Namen Charlottenstraße.

## Geschichte

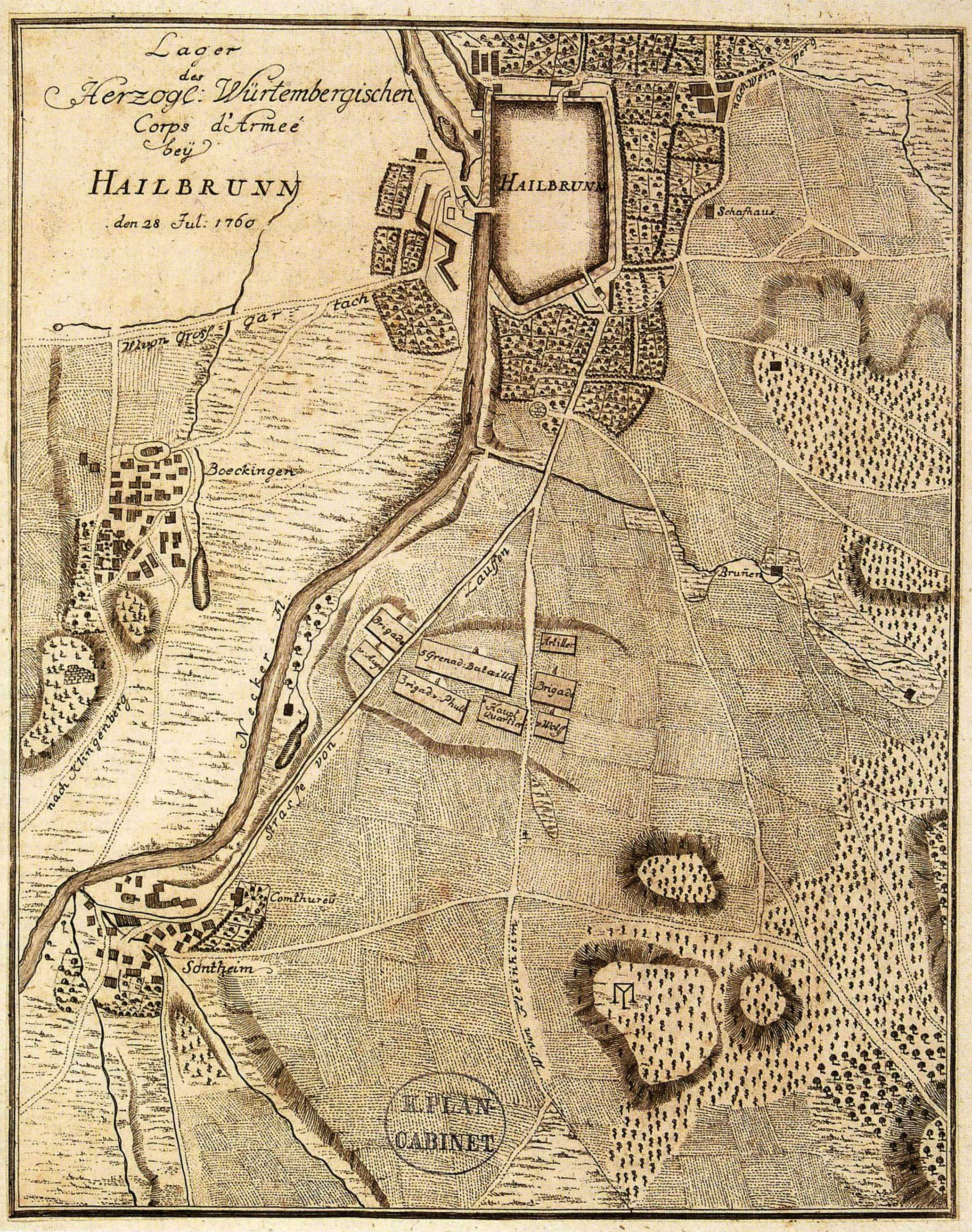
Lager des Herzoglich Würtembergischen Corps d'Armée bey Hailbrunn den 28. Juli 1760

Die Charlottenstraße wurde zwar erst 1905 benannt, ihr Verlauf ist jedoch schon auf deutlich älteren Karten und Plänen zu erkennen. Dort wird sie meist mit Bezeichnungen wie „nach Flein“ oder „Weg von Flein“ bezeichnet. Auf einer Übersicht über die Lager des Herzoglich Würtembergischen Corps d'Armée bey Hailbrunn den 28. Juli 1760 aus der Zeit des Feldzugs gegen Preußen, die sich im Landesarchiv Baden-Württemberg befindet, ist diese Verkehrsader als „W. von Fleinheim“ eingetragen.
Die Bebauung des heute innerstädtischen Teils der Charlottenstraße begann im 19. Jahrhundert, als die Stadt sich nach Süden hin vergrößerte und sich auch Industriebetriebe im Süden Heilbronns ansiedelten. Das Anschlussgleis der Firma Knorr etwa querte die Charlottenstraße direkt neben dem Haus Nr. 6a.
Einige Gebäude, die früher zur Charlottenstraße gerechnet wurden, tragen mittlerweile andere Adressen. Das Haus Charlottenstraße 12 etwa hatte früher die Adresse Wilhelmstraße 76, Charlottenstraße 14 war früher Wilhelmstraße 78. Das heutige Haus Herderstraße 27/1 war einst Charlottenstraße 24a.
Am Rathenauplatz am nördlichen Ende der Charlottenstraße etablierte sich in den 1970er Jahren das Heilbronner Rotlichtviertel. Zulauf erhielt es vor allem auch durch die am südlichen Ende der Charlottenstraße in den Wharton Barracks stationierten US-Soldaten. Nach Abzug der US-Soldaten in den 1990er Jahren erwarb die Stadt einige der einst als Bordelle und Nachtbars genutzten Gebäude, verlegte das Rotlichtviertel in die Hafenstraße und sanierte die Bebauung am Rathenauplatz. Nach der Gründung der Bürgerinitiative Südviertel im Jahr 1999 wurde auch die Gegend um den Rathenauplatz 2003 in das Sanierungsprogramm „Soziale Stadt“ aufgenommen.

## Denkmalgeschützte Gebäude und Objekte
Unter Denkmalschutz stehen an der Charlottenstraße nur drei Objekte: 
- Das als Hotel mit Gaststätte erbaute Haus Charlottenstraße 2, die frühere Metro Bar, wurde 2009 vor dem drohenden Abriss bewahrt und saniert.
- Die einstige Villa Stotz (Nr. 31) ist mit ihrer teilweise erhaltenen Umfriedung und ihrem Garten denkmalgeschützt.
- Das sogenannte Polenkreuz wurde auf dem Gelände der ehemaligen Wharton Barracks zum Gedenken an polnische Kriegsopfer aus Trümmern errichtet. Gebaut wurde es in der Zeit nach dem Zweiten Weltkrieg von früheren polnischen Zwangsarbeitern, die auf diesem Gelände untergebracht waren.[2] Es wurde beim Abriss der Kasernengebäude in eine Grünanlage an der Charlottenstraße versetzt. Im Zuge dieser Umgestaltung wurde dem Denkmal auch eine Bodenplatte mit erklärender Inschrift beigefügt.[3]

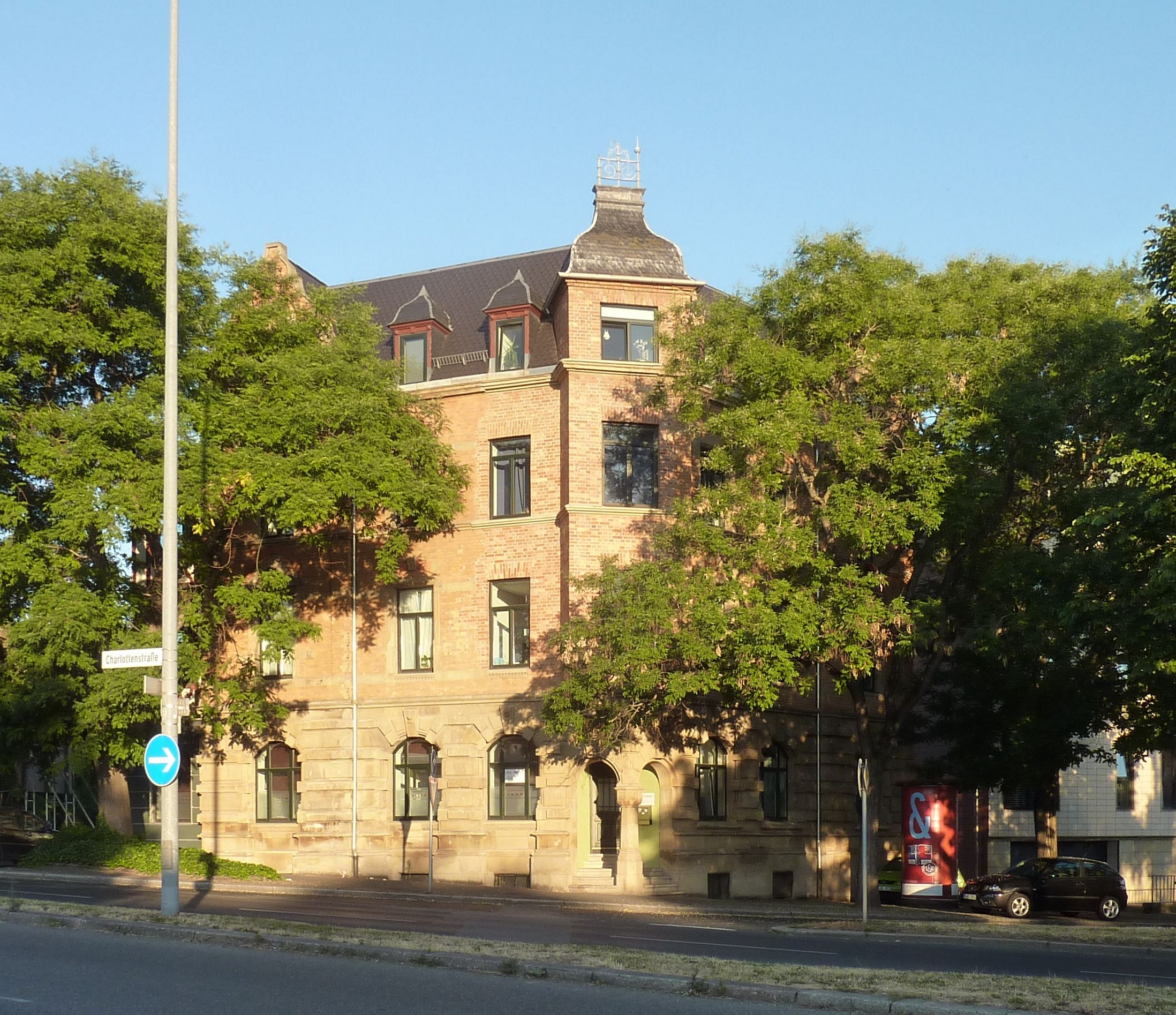
Charlottenstr. 2
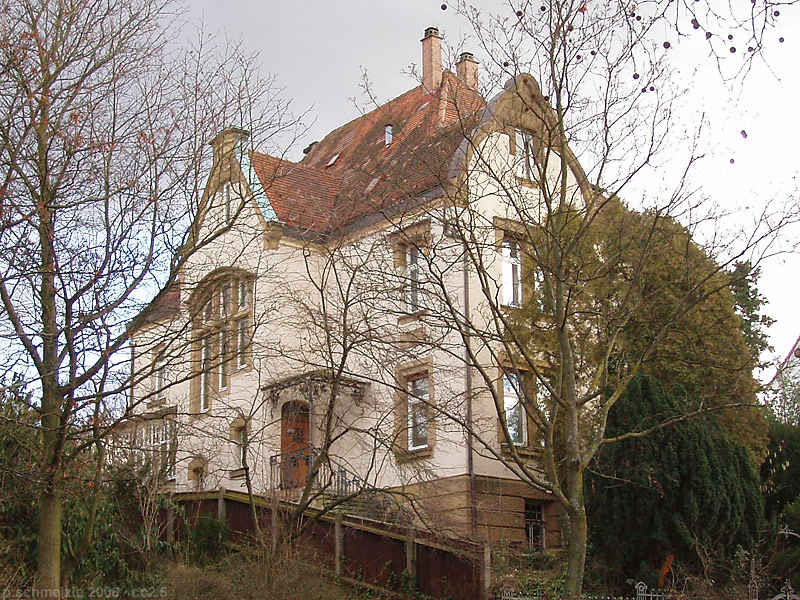
Villa Stotz, Charlottenstr. 31
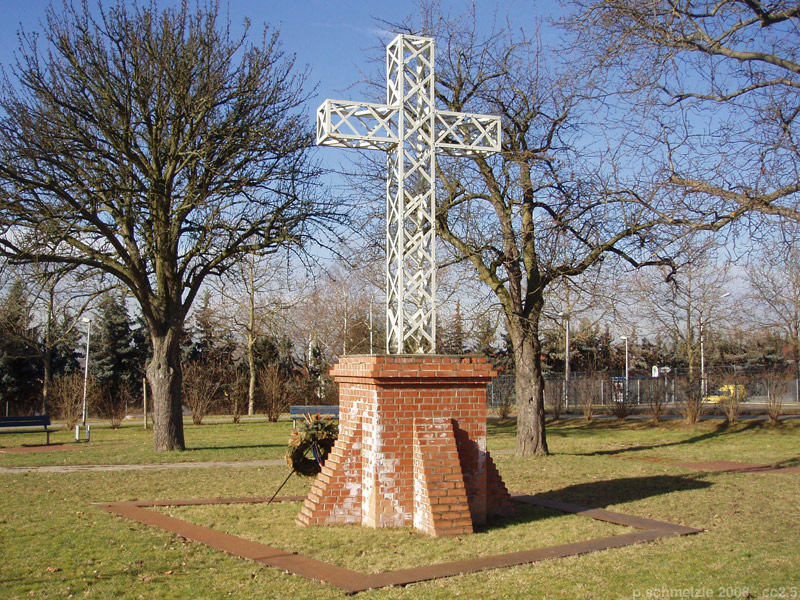
Polenkreuz

## Abgegangene Gebäude

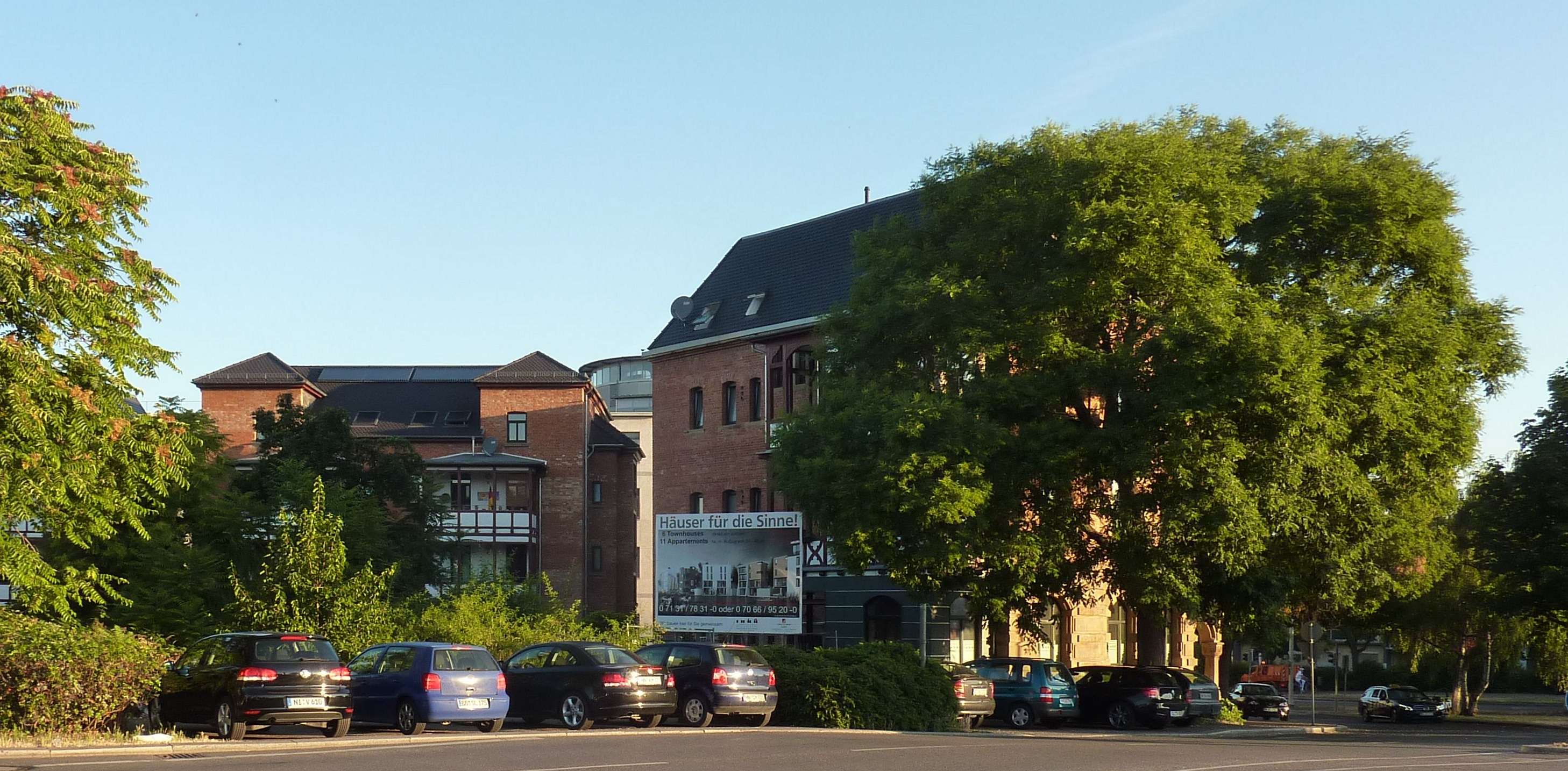
Baulücke neben Charlottenstraße 2

Einige Gebäude, die die Luftangriffe auf Heilbronn überstanden hatten, wurden nach dem Krieg abgerissen, so etwa das Haus Charlottenstraße 29, das Dr. Carl Ackermann gehört hatte und 1965 beseitigt wurde, sowie die Häuser Nr. 4 und 6. Diese waren Ende des 20. Jahrhunderts in städtischen Besitz übergegangen und wurden 2002 abgerissen. Ebenfalls nicht mehr vorhanden sind die Gleise der Bottwartalbahn, die beim Km 34,1 die Charlottenstraße überquerte, um so den Heilbronner Südbahnhof zu erreichen.
In der Charlottenstraße 24 betrieb Johann Ritter in den 1920er Jahren eine Brennerei. Zu Ritters Unternehmen – er betrieb auch eine Kartonagenfabrik – gehörte auch das heutige Haus Herderstraße 27/1, damals Charlottenstraße 24a.

## Weitere Gebäude
An der Ecke Charlottenstraße/Beethovenstraße mit Postanschrift Beethovenstraße 29 befindet sich die Feuerwehr Heilbronn.
In der Charlottenstraße 62 befindet sich die Wilhelm-Hauff-Schule, eine Grund- und Hauptschule. Daneben ist, mit der Adresse Sontheimer Landwehr 85, die Kindertagesstätte Charlottenstraße untergebracht.
In den 1930er Jahren wurden auf dem Gelände Charlottenstraße 185 und Umgebung Kasernengebäude errichtet. Die deutsche Wehrmacht nahm den Neubau 1936 in Betrieb; 1938 wurde die Einrichtung, auf deren rechtem Torpfosten eine Löwenfigur stand, mit dem Namen „Priesterwaldkaserne“ versehen. Dort war unter anderem die Heeresstandortverwaltung untergebracht. Von 1945 bis 1951 war die Anlage ein Lager der IRO für Displaced Persons (Camp 625). 1948 wurde sie in Schwabenhof umbenannt, 1952 in Wharton Barracks, nachdem sie von der US-Army belegt worden war. Nach Abzug der US-Army im Jahr 1992 wurden auf dem Gelände Asylbewerber untergebracht. Schließlich wurde die ehemalige Kaserne abgerissen und ab 1999 durch den Businesspark Schwabenhof ersetzt. Zu den Wharton Barracks hatten auch die in der Nachkriegszeit errichteten Wohnanlagen in der Herbert-Hoover-Siedlung und in der John-F.-Kennedy-Siedlung gehört; diese wurden großenteils nicht abgerissen, sondern weiter zu Wohnzwecken genutzt.